# Maman, j'ai raté ma vie
Pour plus de détails, voir Fiche technique et Distribution.
Maman, j'ai raté ma vie (ou Les Chemins de la culpabilité au Québec) ; The Guilt Trip est un film américain réalisé par Anne Fletcher sorti en 2012.

## Synopsis
Un jeune inventeur propose à sa mère de l'accompagner faire un tour du pays. Son but : la jeter dans les bras d'un de ses anciens amants.

## Production
Bien que *The Guilt Trip* donne l'impression d'un véritable road-movie à travers les paysages du pays, plusieurs scènes de voyage ont été tournées en studio sur fond vert (green screen), y compris celles représentant des environnements tels que des zones enneigées ou le Grand Canyon

## Fiche technique
- Titre original : The Guilt Trip
- Titre français : Maman, j'ai raté ma vie
- Titre québécois : Les Chemins de la culpabilité
- Réalisation : Anne Fletcher
- Scénario : Dan Fogelman
- Direction artistique :
- Décors : Nelson Coates
- Costumes : Danny Glicker
- Photographie : Oliver Stapleton
- Montage : Priscilla Nedd-Friendly
- Musique : Christophe Beck[2]
- Casting : Jorina King et Cathy Sandrich
- Production : Evan Goldberg, John Goldwyn, Lorne Michaels ; James Weaver (coproducteur)
  - Production exécutive : Seth Rogen, Evan Goldberg, Barbra Streisand, Dan Fogelman, David Ellison, Mary McLaglen et Paul Schwake
- Sociétés de production : Paramount Pictures, Michaels-Goldwyn et Skydance Productions
- Société(s) de distribution :  Paramount Pictures
- Budget : 40 millions de dollars
- Pays d’origine :  États-Unis
- Langue originale : anglais
- Format : couleur - 35 mm - 2,35:1 - son Dolby Digital
- Genre : Comédie
- Durée : 95 minutes
- Dates de sortie :
  -  États-Unis,  Canada : 19 décembre 2012[3]
  -  France : 10 juillet 2013 (sorti directement en DVD)[3],[4]
  -  Belgique : indéterminée[3]

Source : IMDb

## Distribution

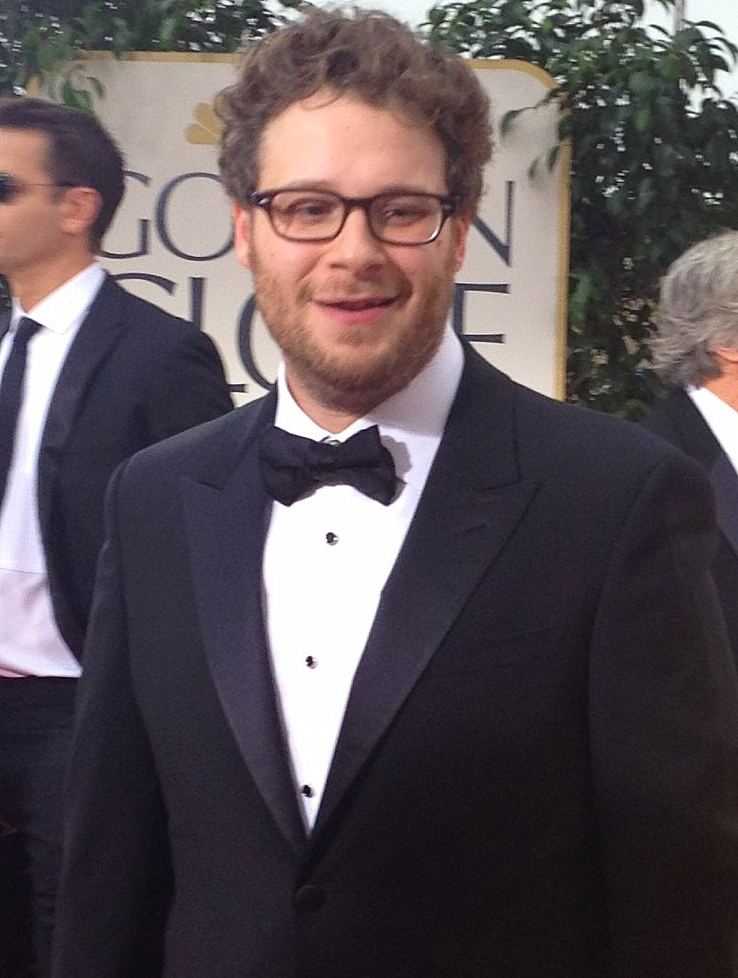
L'acteur principal Seth Rogen aux Golden Globes 2012.

- Seth Rogen (VF : Xavier Fagnon ; VQ : Tristan Harvey) : Andy Brewster
- Barbra Streisand (VF : Michèle Bardollet ; VQ : Claudine Chatel) : Joyce Brewster
- Brett Cullen (VQ : Martin Desgagné) : Ben
- Adam Scott (VF : Alexandre Gillet) : Andrew Margolis Jr.
- Ari Graynor : Joyce Margolis
- Yvonne Strahovski (VF : Laura Blanc) : Jessica
- Colin Hanks : Rob
- Casey Wilson : Amanda
- Jeff Kober : Jimmy
- Miriam Margolyes (VF : Marie-Martine) : Anita
- Kathy Najimy : Gayle
- Dale Dickey (VF : Isabelle Leprince) : Tammy
- Nora Dunn (VF : Marie-Martine) : Amy
- Brandon Keener (en) : Ryan McFee
- Danny Pudi : Sanjay
- Robert Curtis Brown : Bob Ferguson
- Rose Abdoo (VF : Isabelle Leprince) : Diana
- Michael Cassidy : le faux Andy

Source et légende : Version française (VF) sur RS Doublage et Carton de doublage TV ; Version québécoise (VQ) sur Doublage.qc.ca

## Box-office
Maman, j'ai raté ma vie n'a pas rencontré de succès commercial lors de sa sortie en salles, ne rapportant que 41 860 614 $ de recettes mondiales, dont 37 134 215 $ de recettes sur le territoire américain.

## Accueil

### Réception critique
Le long-métrage a obtenu un accueil mitigé des critiques professionnels anglophones, obtenant 38% d'avis favorables sur le site Rotten Tomatoes, pour 120 commentaires collectés et une note moyenne de 5,1⁄10, et un score de 50⁄100 sur le site Metacritic, pour 29 commentaires collectés .